# Vitula
Vitula är ett släkte av fjärilar som beskrevs av Émile Louis Ragonot 1887. Vitula ingår i familjen mott.

## Bildgalleri

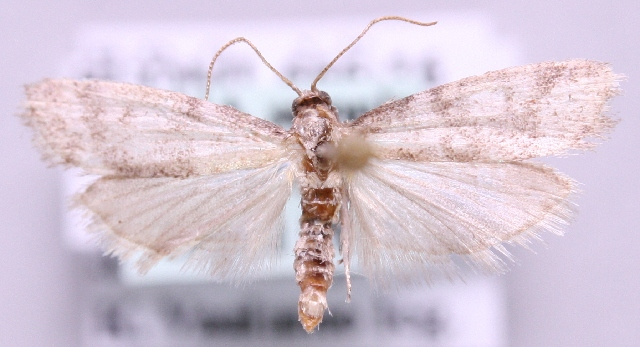
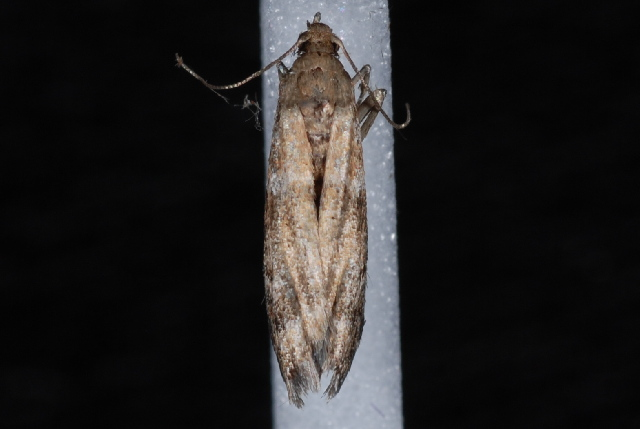
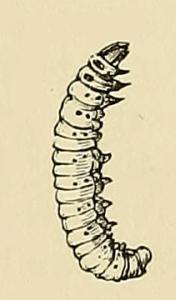
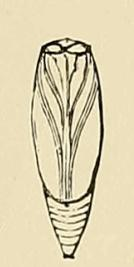
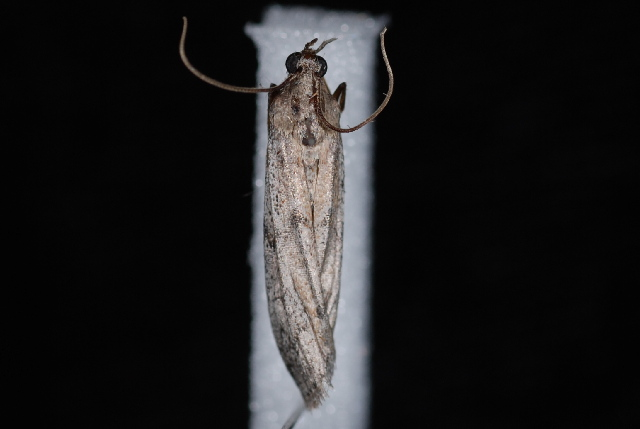

## Dottertaxa tillVitula, i alfabetisk ordning[1][2]
- Vitula amelia
- Vitula augerella
- Vitula basimaculatella
- Vitula biviella
- Vitula bodkini
- Vitula bombylicolella
- Vitula broweri
- Vitula coconinoana
- Vitula dentosella
- Vitula divergens
- Vitula edmandsii
- Vitula eremiella
- Vitula glabrella
- Vitula goyensis
- Vitula haywardi
- Vitula homoeosomella
- Vitula inanimella
- Vitula insula
- Vitula laura
- Vitula lugubrella
- Vitula majorella
- Vitula micaceella
- Vitula olivacea
- Vitula paula
- Vitula pinei
- Vitula pumila
- Vitula rusto
- Vitula saissetiae
- Vitula serratilineella
- Vitula setonella
- Vitula squalida
- Vitula taboga
- Vitula ticitoa
- Vitula trinitatis